# 그린 컴퓨팅
그린 컴퓨팅(green computing) 또는 그린 IT(green IT)는 작업에 소모되는 에너지를 줄여보자는 기술캠페인이다. 그린 컴퓨팅은 녹색 ICT의 일환으로, 컴퓨터 자체를 움직이는 여러 에너지들 뿐만 아니라 컴퓨터의 냉각과 구동 및 주변 기기들을 작동시키는 데 소모되는 전력 등을 줄이기 위해서 CPU나 GPU등 각종 프로세서들의 재설계, 대체 에너지 등을 활용하는 방안 등 탄소 배출을 최소화시키는 등의 환경을 보호하는 개념의 컴퓨팅이다.
하드웨어 급증과 전력 소비를 제한함으로써, 가상화는 그린 컴퓨팅을 촉진시키는 주요한 기술 중의 하나가 되었다. 그린 컴퓨팅은 디자인, 제조, 이용 컴퓨터의 배치, 서버, 모니터와 프린터 저장장치에 관한 협력장치와 네트워크 그리고 커뮤니케이션에 환경의 최소한의 영향을 주는 기술이다.

## 기원

에너지 스타 로고

1992년, 미국 환경보호국은 모니터, 기후 통제 장비 등의 기술의 에너지 효율성을 장려하고 인지시키토록 설계된, 자발적인 레이블링 프로그램인 에너지 스타를 출범하였다. 그 결과, 가전기기에 절전 모드가 폭넓게 채택되었다. 스웨덴의 단체 TCO 디밸롭먼트는 TCO 인증 프로그램을 시작하여 CRT 기반 컴퓨터 디스플레이로부터의 낮은 자성 및 전자파를 장려하였다. 이 프로그램은 나중에 에너지 소비, 인간공학, 건축에서의 위험한 물질의 사용에 대한 기준을 포함하는 데까지 확대되었다.

## 같이 보기
- 대기 전력
- 컴퓨팅